# مات تايلور (راكب الكنو)
مات تايلور (بالإنجليزية: Matt Taylor)‏ هو راكب الكنو أمريكي، ولد في 23 أبريل 1970.

## وصلات خارجية
- مات تايلور على موقع أوليمبيديا (الإنجليزية)